# Krakkói Fotótörténeti Múzeum
A Krakkói Fotótörténeti Múzeum (Walery Rzewuski Fotográfiatörténeti Múzeum; lengyelül: Muzeum Historii Fotografii w Krakowie) egy állami fenntartású fotómúzeum Krakkóban, Lengyelországban. 1986-ban, három évvel a szovjet birodalom összeomlása előtt hozták létre. A helyszín az új programoknak köszönhetően sikeresen túlélte az átalakulást. A múzeum épülete a Józefitów 16. szám alatt található, a Krowodrza kerületben (Kleparztól északnyugatra).
2018-ban megnyílt a második múzeumi részleg a Królowej Jadwigi utcai történelmi épületben. MuFo Strzelnicának hívják.
2021-ben megnyílt a harmadik múzeumi részleg a volt osztrák laktanya egyik régi épületében, a Rakowicka utcában. Úgy hívják MuFo Rakowicka.
A múzeum küldetése a történelmi fényképek gyűjtése és népszerűsítése, valamint a képek kutatása és újabban digitalizálása az online múzeum számára. A kiállításokon és nemzetközi szimpóziumokon kívül a múzeum korai fényképészeti felszerelések gyűjteményével és saját nagy albumokkal, archívumokkal, katalógusokkal, könyvekkel és kézikönyvekkel, valamint sajtószobával rendelkezik.

## Képgaléria

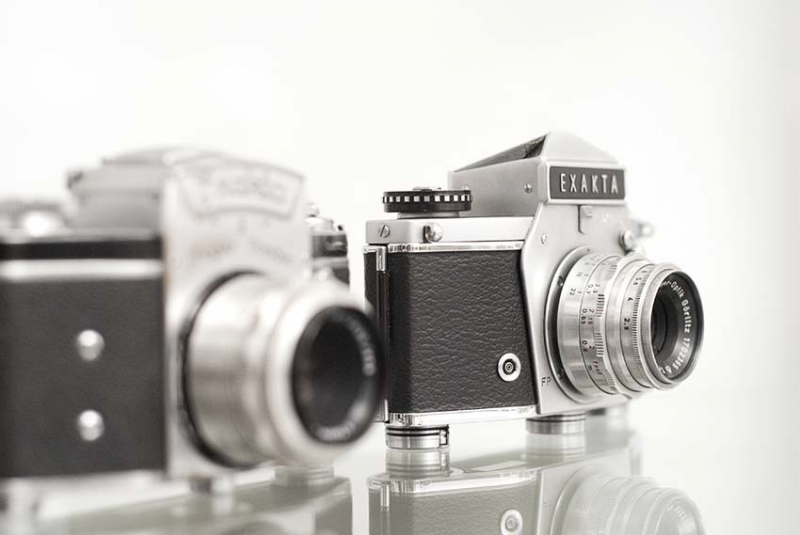
Fényképezőgépek az állandó kiállításából
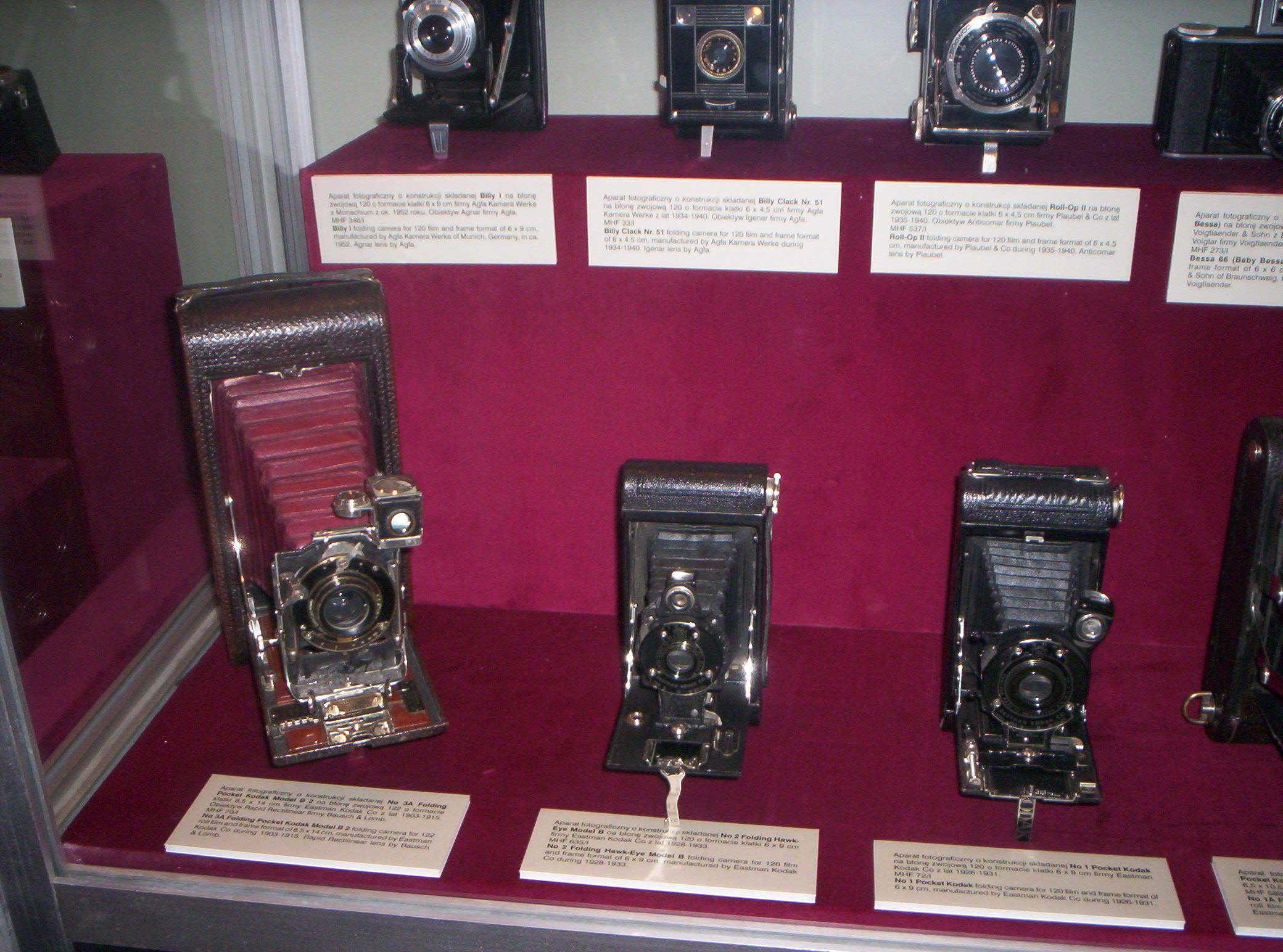
Kiállításrészlet
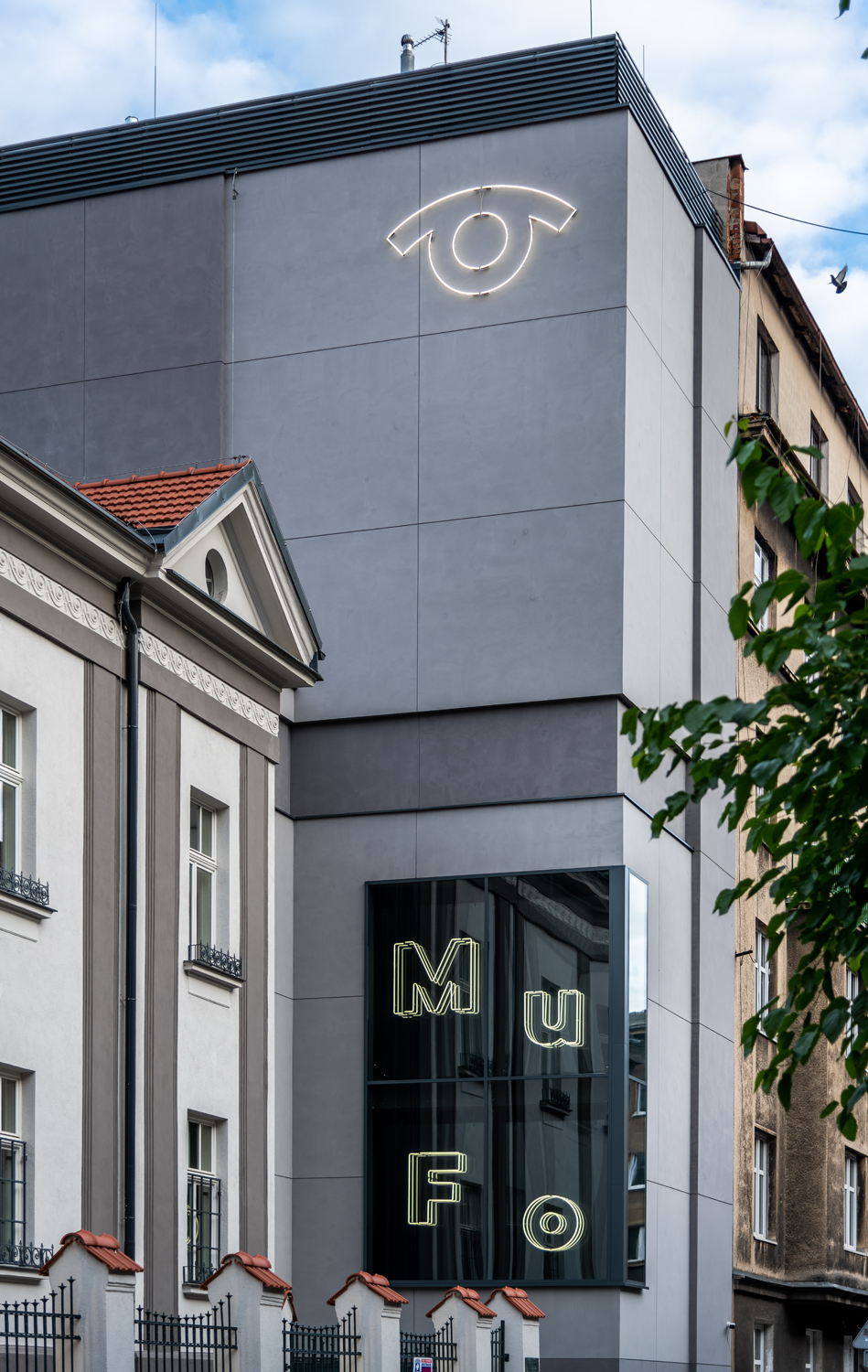
A múzeum székhelye (Józefitów utca 16. szám)
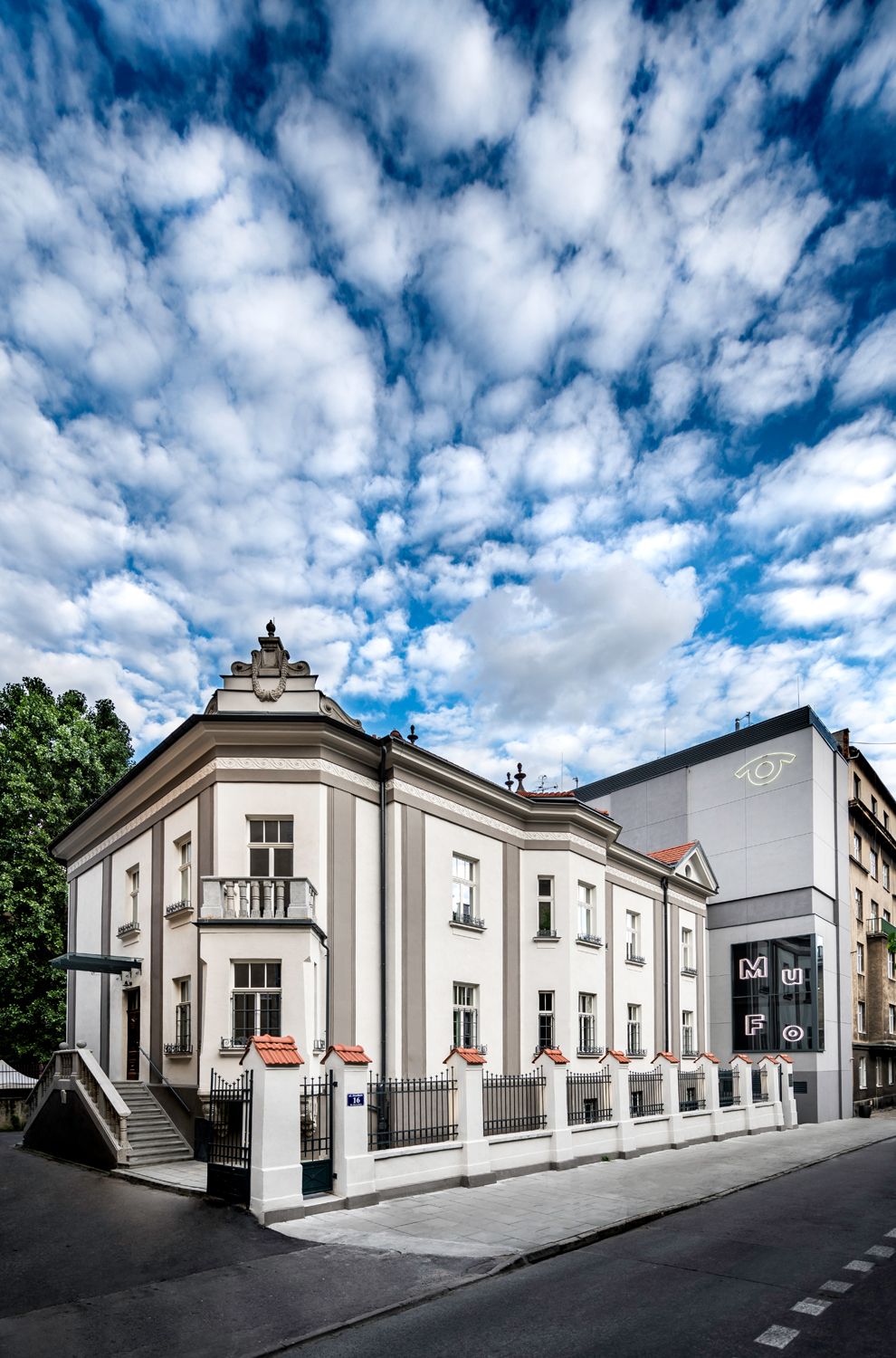
A múzeum épülete
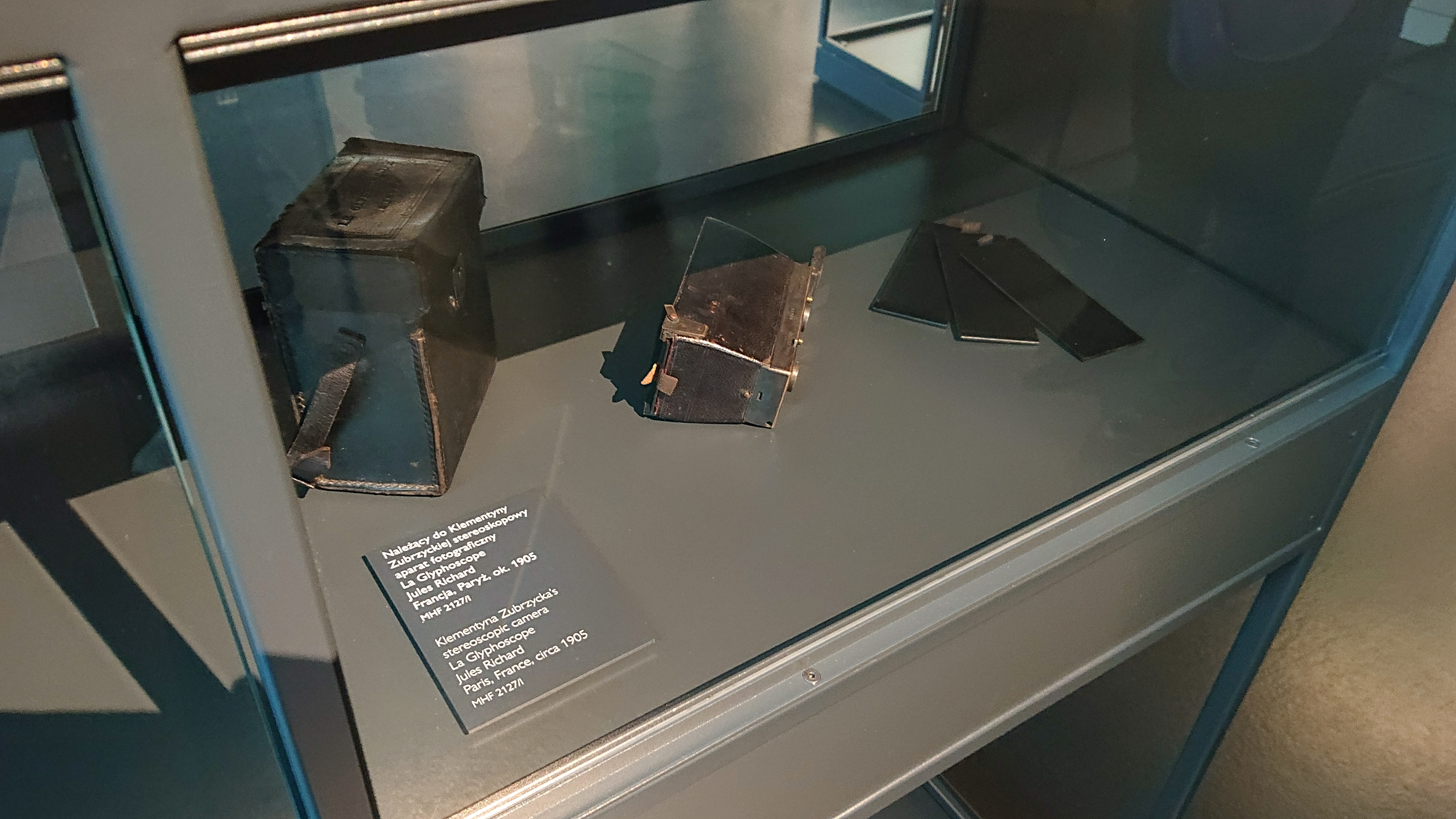
A kiállítás egyik vitrine

## Fordítás
- Ez a szócikk részben vagy egészben  a   Museum of the History of Photography, Kraków című angol Wikipédia-szócikk ezen változatának fordításán alapul.  Az eredeti cikk szerkesztőit annak laptörténete sorolja fel. Ez a jelzés csupán a megfogalmazás eredetét és a szerzői jogokat jelzi, nem szolgál a cikkben szereplő információk forrásmegjelöléseként.